# Тарасов, Евгений Александрович (футболист)
Евге́ний Алекса́ндрович Тара́сов (род. 25 марта 1979, Алматинская область, Казахская ССР, СССР) — казахстанский футболист.

## Карьера
Футбольную карьеру начал в алматинском «Кайрате». В 2000 году перешёл в российский «Зенит» Санкт-Петербург, за который в чемпионате России провёл 16 матчей, забил 4 гола. В августе 2002 второго был выставлен на трансфер и перешёл в саратовский «Сокол», провёл за команду 16 матчей в 2002—2003 годах. В 2004 году играл за клуб «Лисма-Мордовия», в 2006 вернулся в Казахстан и в том же году завершил карьеру игрока из-за полученных в течение карьеры травм.
Сыграл 6 матчей и забил 1 гол за сборную Казахстана.
В 2010 году — тренер команды 1993 года рождения в ДЮСШ «Смена» Санкт-Петербург. В 2011 году — тренер команды 1993 года рождения в «Зените».

## Достижения
- Финалист Кубка Интертото: 2000
- Бронзовый призёр чемпионата России: 2001
- Финалист Кубка России 2002 года